# AmaZulu Football Club
L'AmaZulu Football Club, meglio noto come AmaZulu, è una società calcistica sudafricana di Durban. Milita in Premier Division, la massima divisione del campionato sudafricano di calcio.

## Storia
Nel 1932 immigrati zulu fondarono il Zulu Royal Conquerors. Solomon kaDinuzulu, re zulu, concesse alla squadra di utilizzare il simbolo dell'etnia come logo del club, che cambiò nome in Zulu Royals e colori sociali in blu e bianco. Successivamente vennero adottati i colori verde e bianco.
Nel 1974 il club cambiò il nome in AmaZulu.
Nel 1985, con la fondazione della National Soccer League, l'AmaZulu entrò in una nuova fase storica, con la presidenza di David Dlamini. Nel 1987 il tecnico Clive Barker guidò la squadra alla fase finale della Iwisa Charity Cup, dove l'AmaZulu fu sconfitto di misura per due volte dal Kaizer Chiefs. Nel 1990 il club raggiunse al finale del Bob Save Super Bowl, persa a causa di un gol segnato all'ultimo minuto di gioco dallo Jomo Cosmos. Nel 1992 l'AmaZulu vinse la prima edizione della Coppa di Lega sudafricana; l'anno dopo giunse terzo nel torneo. 
Nel 2002, con l'avvento di Sisa Bikisha alla presidenza, il club mutò nome in Zulu Royals.
Nel 2005 la squadra fu acquistata da Patrick Sokhela, che ridiede al club il nome di AmaZulu Football Club. Acquistato il titolo sportivo del Dynamos, l'AmaZulu tornò a giocare in massima serie. 
Per celebrare l'ottantesimo anniversario della fondazione del club, il 18 luglio 2012 la squadra giocò un'amichevole con il Manchester Utd, che vinse per 1-0 con gol di Federico Macheda. Retrocesso in seconda serie al termine della stagione 2014-2015, il club fallì la promozione nel 2016-2017, ma tornò il Premier Division nel 2017, comprando il titolo sportivo del Thanda Royal Zulu.
Settimo classificato in massima divisione nel 2017-2018, negli anni seguenti ottenne piazzamenti peggiori, subendo anche una multa e una penalizzazione di 6 punti da parte della FIFA nella stagione 2018-2019 a causa dell'ingiusta conclusione del contratto con il calciatore Phinheas Nambandi, che nel 2014 aveva querelato il club. Nel 2019-2020 visse una stagione tribolata, con due allenatori esonerati, e un inizio stentato, con soli 2 punti guadagnati nelle prime 5 giornate di campionato. Il subentrato Ayanda Dlamini riuscì, tuttavia, a salvare la squadra grazie al tredicesimo posto finale e all'imbattibilità casalinga nelle 5 partite disputate in casa durante la sua gestione, malgrado i severi tagli agli stipendi imposti dalla crisi determinata dalla pandemia di COVID-19.
Il 2 ottobre 2020 il club fu rilevato dall'uomo d'affari Sandile Zungu, che annunciò un piano che avrebbe portato la squadra ai vertici del calcio nazionale in dodici anni. Ingaggiato l'allenatore Benni McCarthy e il vice-allenatore Siyabonga Nomvethe e rinforzato il settore giovanile, l'AmaZulu ottenne il secondo posto in campionato e si qualificò al primo turno della CAF Champions League 2021-2022, dove eliminò i malawiani del Big Bullets, per poi eliminare, grazie alla regola dei gol fuori casa, anche il favorito TP Mazembe, squadra della Repubblica Democratica del Congo, al secondo turno e accedere alla fase a gironi della massima competizione calcistica continentale per la prima volta.

## Palmarès

### Competizioni nazionali
- Coppa di Lega sudafricana: 1

1992

### Competizioni giovanili
- Reserve League: 1

2020-2021

### Altri piazzamenti
- Premier Division:

Secondo posto: 2020-2021
- National Soccer League:

Terzo posto: 1985-1986, 1992-1993
- Coppa del Sudafrica:

Finalista: 1972, 1973, 1974, 1987, 1990, 2009-2010
Semifinalista: 2008
- Coppa di Lega sudafricana:

Semifinalista: 2023

## Rosa 2021 2022
| N. |                          | Ruolo | Calciatore          |
| -- | ------------------------ | ----- | ------------------- |
| 1  | Sudafrica (bandiera)     | C     | Olwethu Mzimela     |
| 2  | Sudafrica (bandiera)     | C     | Siphelele Magubane  |
| 4  | Sudafrica (bandiera)     | C     | Michael Morton      |
| 5  | Sudafrica (bandiera)     | C     | Sibongakonke Ndlovu |
| 6  | Zimbabwe (bandiera)      | C     | Butholezwe Ncube    |
| 7  | Sudafrica (bandiera)     | A     | Bongi Ntuli         |
| 8  | Sudafrica (bandiera)     | A     | Jabulani Ncubeni    |
| 10 | Sudafrica (bandiera)     | C     | Siyethemba Sithebe  |
| 13 | Sudafrica (bandiera)     | A     | Thokozani Ngubane   |
| 14 | Nuova Zelanda (bandiera) | A     | Andre de Jong       |
| 16 | Sudafrica (bandiera)     | P     | Moeneeb Josephs     |
| 17 | Sudafrica (bandiera)     | D     | Mbongeni Gumede     |
| 18 | Sudafrica (bandiera)     | D     | Mario Booysen       |
| 19 | Zimbabwe (bandiera)      | C     | Talent Chawapiwa    |
| 20 | Sudafrica (bandiera)     | A     | Lehlohonolo Majoro  |
| 21 | Sudafrica (bandiera)     | C     | Charlie Hlalele     |

| N. |                       | Ruolo | Calciatore                  |
| -- | --------------------- | ----- | --------------------------- |
| 24 | Sudafrica (bandiera)  | D     | Thembela Sikhakhane         |
| 25 | Sudafrica (bandiera)  | D     | Phumlani Gumede             |
| 26 | Sudafrica (bandiera)  | A     | Sbusiso Magaqa              |
| 27 | Sudafrica (bandiera)  | D     | Tapelo Xoki                 |
| 28 | Sudafrica (bandiera)  | P     | Siyabonga Mbatha (capitano) |
| 29 | Sudafrica (bandiera)  | D     | Sibusiso Mabiliso           |
| 31 | Slovacchia (bandiera) | A     | Miloš Lačný                 |
| 32 | Sudafrica (bandiera)  | A     | Sandile Khumalo             |
| 33 | Ghana (bandiera)      | C     | Samuel Darpoh               |
| 34 | Sudafrica (bandiera)  | C     | Sphesihle Maduna            |
| 35 | Sudafrica (bandiera)  | D     | Boiki Modikaseng            |
| 37 | Sudafrica (bandiera)  | A     | Bayanda Shangase            |
| 39 | Sudafrica (bandiera)  | D     | Tsepo Masilela              |
| 43 | Sudafrica (bandiera)  | P     | Neil Boshoff                |
| 50 | Sudafrica (bandiera)  | C     | Nhlanhla Vilakazi           |